# Tschuprene-Gletscher
Der Tschuprene-Gletscher (bulgarisch ледник Чупрене lednik Tschuprene) ist ein 4 km langer Gletscher auf Smith Island im Archipel der Südlichen Shetlandinseln. Er fließt von den Nordwesthängen der Imeon Range südwestlich des Drinov Peak und westlich des Varshets Saddle in südwestlicher Richtung entlang der nordwestlichen Hänge des Antim Peak zur Drakestraße, die er südlich des Villagra Point erreicht.
Bulgarische Wissenschaftler kartierten ihn 2008. Die bulgarische Kommission für Antarktische Geographische Namen benannte ihn im selben Jahr nach der Ortschaft Tschuprene im Nordwesten Bulgariens.